# Alekszandr Makarovics Doronyin
Alekszandr Makarovics Doronyin, oroszul: Александр Макарович Доронин (Petrovka, 1947. január 7. – Szaranszk, 2021. március 17.) erza író, költő, újságíró, főszerkesztő.

## Életútja
1947. január 7-én a mordvinföldi Petrovka faluban (Bolsoje Ignatovó-i járás) született. A Pedagógiai Főiskolán, találkozott Vaszilij Radajev erza íróval, aki anyanyelvére és irodalomra tanította. Első versei helyi újságokban, majd az Erzjany Pravda, a Szjatko folyóiratban illetve mordvinföldi antológiákban jelentek meg.
1973-ban a moszkvai Makszim Gorkij Irodalmi Intézetben diplomázott. Ezt követően az Erzjany Pravda munkatársa volt, majd 16 évig a Szjatko folyóiratot vezette főszerkesztőként. Verseit lefordították többek között tatár, komi, mari, udmurt, csuvas, magyar és finn nyelvre is. Több versét is megzenésítették (Лавсень моро (Altatódal), В России (Oroszországban), Сэтьмечи (Csend), Моро Саранскойде (Szaranszki dal)). Az 1980-as évek végén a próza felé fordult, és nagyszabású történelmi regényeket írt.
1984-től volt tagja a Szovjet Írószövetségnek. 2000 februárjától a Mordvin Köztársaság Írószövetségének elnöke volt haláláig. 2021. március 17-én hunyt el Szaranszkban.

## Művei
| Eredeti cím                 | A cím fordítása       | Megjelenés helye | Ideje |
| --------------------------- | --------------------- | ---------------- | ----- |
| Чачомань енкс               | Anyanyelvi oldal      | Szaranszk        | 1973  |
| Кочкодыкесь – пакся нармунь | A fürj, a mező madara | Szaranszk        | 1993  |
| Баягань сулейть             | Harangok árnyékában   | Szaranszk        | 1995  |

## Fordítás
Ez a szócikk részben vagy egészben  a(z)   Доронин, Александр Макарович című orosz Wikipédia-szócikk ezen változatának fordításán alapul.  Az eredeti cikk szerkesztőit annak laptörténete sorolja fel. Ez a jelzés csupán a megfogalmazás eredetét és a szerzői jogokat jelzi, nem szolgál a cikkben szereplő információk forrásmegjelöléseként.